# توب غير 2 (لعبة فيديو)
توب غير 2 (بالإنجليزية: Top Gear 2)‏ ، هي لعبة إلكترونية من صنف لعبة سباق السيارات، أنتجت من قبل شركة كيمكو اليابانية وصدرت في الولايات المتحدة في شهر سبتمبر سنة 1993م وتلتها اليابان بتاريخ 22 ديسمبر عام 1993م وتعملا نظام سوبر نينتندو انترتنمنت سيستم، وفي تاريخ 2 يونيو 1994، صدرت في الولايات المتحدة الأمريكية بنظام ميجا درايف.

## وصف اللعبة
تتوفر لعبة سباق السيارات التي تسمح للاعب الواحد أو لاعبان بالسباق والوصول إلى المراكز الأوائل كترتيب الأول والترتيب الثاني بغرض الوصول إلى مرحلة جديدة، ومن ضمن إحدى مراحل سباق السيارات.. هي مرحلة الذهاب إلى مصر وبالتحديد عند انطلاق السباق في الجيزة والوصول إلى نهاية السباق، والأقصر في خلفية الصورة هي عبارة عن ماتبقى من الأثار المصرية التي ترجع للعصر الفرعوني.
بالإضافة إلى مراحل أخرى من اللعبة كمرحلة الليل والغيوم، ومرحلة هطول الأمطار، والمرحلة الأخيرة هي الوصول لولاية كاليفورنيا.

### أماكن المرحلة حول العالم
- مصر
- أستراليا
- الولايات المتحدة
- نيوزلندا
- كندا
- إيطاليا
- المملكة المتحدة

وغيرها.

## تقييم اللعبة
حسب المصدر الرسمي لـ نينتندو بوار، صنفت اللعبة 3.55 من 5 .

## وصلات خارجية
- Top Gear 2 at غيم سبوت
- Top Gear 2 at آي جي إن
- ' Top Gear 2 at 1UP